# Pascal Kohlvelter
Pascal Kohlvelter é um ex ciclista profissional luxemburguês, nascido em Ettelbruck, a 24 de julho de 1965. Somente foi profissional duas campanhas, a 1989 e a 1990, ambas na equipa Puertas Mavisa.
Foi um ciclista muito discreto e somente obteve uma vitória profissional: o Campeonato do Luxemburgo de Ciclismo em Estrada de 1990.

## Palmarés
1990
- Campeão do Luxemburgo de ciclismo de estrada

## Equipas
- Puertas Mavisa (1989-1990)